# Saphobiamorpha maorianus
Saphobiamorpha maorianus là một loài bọ cánh cứng trong họ Bọ hung (Scarabaeidae).